# Avenida de las Procesiones
La Avenida de las Procesiones era la principal vía de Babilonia. Al oeste de ella se encontraban los principales edificios de la urbe. Formaba parte de la Babilonia reconstruida por el rey Nabucodonosor II, quien es conocido por su interés en las grandes obras de arquitectura. Era utilizada como recorrido festivo y sagrado entre Esagila y el templo de Año Nuevo en la festividad de Año Nuevo, una de las más importantes de la ciudad; por ella, en las fiestas, se realizaban procesiones con las estatuas de los dioses.
Comenzaba en el extremo norte de la muralla exterior, junto al palacio de Verano o segundo palacio real de Nabucodonosor II, y continuaba paralela al curso coetáneo del Éufrates hasta entrar en el recinto interior atravesando la famosa puerta de Ishtar. Aún paralela al río, que allí tomaba otro ángulo, continuaba dejando al oeste las fortalezas y palacios construidos por Nabucodonosor II, los Jardines Colgantes, el Etemenanki, históricamente identificado como la Torre de Babel, y Esagila, muriéndose cerca del puente que conectaba con el otro lado del río.